# Galacto-oligosaccharide

Formule topologique d'un galacto-oligosaccharide.

Un galacto-oligosaccharide est un oligosaccharide présent à l'état naturel dans les graines et dans les organes souterrains des légumes secs (haricots, pois chiches...) ou un prébiotique manufacturé à partir de lactose bovin pour imiter certaines caractéristiques des oligosaccharides du lait humain (en).

## Légumineuses
Les glucides des légumes secs sont constitués d’amidon et d'oligosides dont certains sont des galacto-oligosaccharides composés de saccharose couplé à une à trois unités α galactosidosiques (raffinose, stachyose, verbascose).
Les galacto-oligosaccharides ne sont pas digestibles dans l'intestin grêle de l'humain en l’absence d’enzymes spécifiques. Ils parviennent donc non digérés dans le côlon où ils constituent un substrat fermentescible pour la flore intestinale, qui les métabolise en éléments gazeux.
Leur fermentation se traduit par de l’inconfort digestif, des ballonnements et des flatulences. Le trempage des graines, notamment décortiquées aussi bien que la germination réduisent la teneur en galacto-oligosaccharides.
Les galacto-oligosaccharides des légumineuses à grosse graine constituent pour la plante un rôle de réserve et de protection contre le gel.

## Produits laitiers
Les oligosaccharides du lait humain (HMO) sont caractérisés par le grand nombre de liaisons alpha-glycosidiques et bêta-glycosidiques et par la présence de fucose et d'acide sialique. Cette complexité structurelle est essentielle pour la sélectivité prébiotique envers les bactéries bénéfiques.
Le lait humain est une source importante d’oligosaccharides complexes mais leur concentration est faible dans les autres laits de mammifères par rapport au lait maternel. Des galacto-oligosaccharides (GOS) extraits par voie enzymatique à partir de lactose de lait bovin, sont produits par l'industrie alimentaire comme alternative aux oligo-saccharides du lait humain pour un usage commercial comme compléments alimentaires, notamment dans les préparations pour nourrissons de substituts du lait maternel.
Le lait bovin ne contenant que de faibles quantités de ces galacto-oligosaccharides, des méthodes spécifiques de séparation et de concentration de ces oligosaccharides complexes ressemblant au lait maternel doivent être mises en oeuvre.
Ces galacto-oligosaccharides sont utilisés comme prébiotiques pour augmenter la population des bactéries intestinales favorisées naturellement par les oligosaccharides du lait maternel et réduisant l’incidence des infections intestinales.